# Palpomya melanoptera
Palpomya melanoptera är en tvåvingeart som först beskrevs av Friedrich Georg Hendel 1914.  Palpomya melanoptera ingår i släktet Palpomya och familjen bredmunsflugor.
Artens utbredningsområde är Malawi. Inga underarter finns listade i Catalogue of Life.